# Wilhelm Wolkenstein-Trostburg
Wilhelm Wolkenstein-Trostburg (1. listopadu 1836 Prunéřov – 12. února 1915 Trento) byl česko-rakouský šlechtic z rodu Wolkenstein-Trostburgů a politik z Čech (později žil v Tyrolsku), v 2. polovině 19. století poslanec Říšské rady.

## Biografie
Pocházel ze starého šlechtického rodu Wolkenstein-Trostburgů, narodil se jako mladší syn hraběte Karla Friedricha Wolkenstein-Trostburga (1802–1875), prezidenta zemského soudu v Brně a majitele velkostatků Ahníkov a Prunéřov v severních Čechách. Působil jako statkář v Praze a Chlumci. Vlastnil panství v Trentu. Patřil mu statek Vildštejn u Aše.
V zemských volbách 1870 byl zvolen na Český zemský sněm za kurii velkostatkářskou, nesvěřenecké velkostatky. V letech 1870–1871 byl členem zemského výboru. Na sněm se vrátil ve volbách roku 1883. Na zemský mandát rezignoval koncem roku 1886 s tím, že přesunul své bydliště do Tyrolska a nemůže mandát na sněmu vykonávat.
Působil i jako poslanec Říšské rady (celostátního parlamentu Předlitavska), kam usedl v doplňovacích volbách roku 1887 za kurii velkostatkářskou v Čechách. Složil slib 14. října 1887. Mandát obhájil ve volbách roku 1891. Složil slib 13. dubna 1891. Opětovně byl zvolen i ve volbách roku 1897 a volbách roku 1901. Ve volebním období 1885–1891 se uvádí jako hrabě Wilhelm Wolkenstein-Trostburg, statkář, bytem Trento.
Na Říšské radě se přidal k Českému klubu, který od konce 70. let sdružoval staročechy, mladočechy, českou konzervativní šlechtu a moravské národní poslance. Sám patřil ke konzervativní šlechtě (Strana konzervativního velkostatku).
Později se stáhl z politického života a přestěhoval se z Trenta do Brixenu. Letní měsíce trávil na zámku Trostburg.
Zemřel 12. února 1915 v nemocnici Santa Chiara v Trentu. 11. února se vydal z Brixenu na obhlídku svých statků v Trentu. Na místním nádraží upadl a musel být převezen do nemocnice, kde se u něj rozvinuly příznaky zápalu plic, kterému podlehl.
Jeho starší bratr Leopold (1831–1893) byl také poslancem českého zemského sněmu, další bratr Antonín (1832–1913) byl diplomatem, nakonec dlouholetým rakousko-uherským velvyslancem v Rusku (1882–1894) a Francii (1894–1903). U císařského dvora se uplatnil další mladší bratr Jindřich (1841–1897), který původně sloužil v armádě a nakonec ve Vídni zastával post nejvyššího kuchmistra. 